# فيرنون كوك
فيرنون كوك (بالإنجليزية: Vernon Cook)‏ هو سياسي أمريكي، ولد في 10 يوليو 1927 في كينت في الولايات المتحدة، وتوفي في 23 نوفمبر 1987 في كوياهوغا فولز في الولايات المتحدة. حزبياً، نشط في الحزب الديمقراطي. وقد انتخب عضو مجلس نواب أوهايو.